# Ignazio Elia III
Ignazio Elia III, al secolo Nasri (in siriaco ܐܝܓܢܛܝܘܣ ܐܠܝܐܣ ܬܠܝܬܝܐ; Mardin, 1867 – Omallur, 13 febbraio 1932) fu il patriarca di Antiochia, e capo della Chiesa ortodossa siriaca dal 1917 fino alla sua morte. È venerato come santo dalla sua Chiesa.

## Biografia
Nasri nacque nel 1867 nella città di Mardin, figlio del corepiscopo Abramo e di Maria, e aveva quattro fratelli e tre sorelle. Alla morte di sua madre si prese cura di sua sorella maggiore Elena e da adolescente lavorò come orafo. Lavorò anche per il governo ottomano per tre mesi. Seguendo la direzione del Patriarca Ignazio Pietro IV, Nasri entrò nel Seminario dei Quaranta Martiri e nel 1887 si unì al Monastero di Mor Hananyo vicino a Mardin e fu ordinato diacono da Pietro IV. L'anno successivo Nasri diventò novizio prima di diventare monaco nel 1889, da cui assunse il nome di Elias.
Elia fu ordinato sacerdote nel 1892 da Pietro IV e durante i massacri di Diyarbakır nel 1895, Elias diede rifugio a circa 7000 rifugiati armeni nel monastero di Mor Quryaqos. Successivamente, Elia fu nominato Capo del Monastero di Mor Quryaqos e del Monastero di Mor Hananyo. Nel 1908, Elias fu consacrato vescovo di Amida dal Patriarca Ignazio Abded Aloho II, da cui prese il nome Iwanius.
Nel 1912 fu trasferito a Mosul dove prestò servizio fino alla sua elevazione al patriarcato nel 1917.

### Patriarcato
Dopo la morte del patriarca Abded Aloho II nel 1915, Mor Iwanius fu eletto patriarca e salì al trono nel 1917. Il decreto fu emanato dal sultano ottomano Mehmed VI e fu confermato nella visita di Elias a Costantinopoli nel 1919, durante la quale ricevette anche la medaglia Ismania. Elias viaggiò molto nel 1919 per visitare le comunità siro-ortodosse sopravvissute in Medio Oriente all'indomani del genocidio assiro. A seguito della fine della guerra d'indipendenza turca nel 1922, Elias fu costretto a fuggire dalla tradizionale residenza patriarcale del monastero di Mor Hananyo a Gerusalemme, dove risiedette per tre mesi. Durante questo periodo Elias fondò una tipografia per la chiesa e nel 1925 Elias si recò ad Aleppo e Mosul per fondare anche lì delle stamperie.
Elias tenne un sinodo nel 1930 presso il Monastero di Mar Mattai, vicino a Mosul, per ristrutturare l'organizzazione della chiesa e delle sue diocesi. Nello stesso anno, il 1º dicembre, Elias ricevette una richiesta da Lord Irwin, viceré dell'India, per aiutare a risolvere uno scisma all'interno della Chiesa malankarese. Nonostante le precauzioni del suo medico e della sorella maggiore, Elias lasciò Mosul il 6 febbraio 1931, accompagnato da Mor Clemis Yuhanon Abbachi, Rabban Quryaqos, Rabban Yeshu Samuel, Zkaryo Shakir ed Elias Ghaduri, nonostante i suoi problemi cardiaci.
Elias e il suo seguito partirono dalla città di Bassora il 28 febbraio e arrivarono a Karachi il 5 marzo 1931 dove furono ricevuti dal delegato patriarcale Mor Yulius Elias Qoro, Mor Athanasius Paulos di Aluva, così come altri chierici. Elias proseguì quindi per Delhi il giorno successivo e vi arrivò l'8 marzo. Incontrò Lord Irwin a Delhi prima di partire per Madras dove venne ricevuto come ospite del governatore, Sir George Frederick Stanley. Elias arrivò a Malankara il 21 marzo e tenne riunioni tra le due fazioni all'interno della chiesa ad Aluva, Karingachira, Panampady e Kuruppumpady per il resto dell'anno.
Nonostante non riuscì a porre fine allo scisma, Elias rimase in India fino al febbraio 1932, allorché morì nella chiesa di Santo Stefano a Manjanikkara, vicino a Omallur, il 13 febbraio. I resti del patriarca furono sepolti a Manjanikkara.

## Culto
55 anni dopo la sua morte, nel 1987, il suo successore Ignazio Zakka I lo dichiarò ufficialmente santo. La sua festa si celebra il 13 febbraio.